# جدول مدال‌های المپیک زمستانی ۲۰۰۶
جدول مدال بازی‌های المپیک زمستانی ۲۰۰۶ فهرستی از مدال‌های کسب شده توسط ورزشکاران است که در طول برگزاری بازی‌های المپیک زمستانی سال ۲۰۰۶ میلادی که در تورین ایتالیا برگزار شد.

## جدول مدال‌ها
رتبه بندی این جدول توسط کمیته بین‌المللی المپیک (ioc) اعلام شده است.
      کشور میزبان (ایتالیا)
| رتبه                    | کشور                      | طلا | نقره | برنز | مجموع |
| ۱                       | آلمان (GER)               | ۱۱  | ۱۲   | ۶    | ۲۹    |
| ۲                       | ایالات متحده آمریکا (USA) | ۹   | ۹    | ۷    | ۲۵    |
| ۳                       | اتریش (AUT)               | ۹   | ۷    | ۷    | ۲۳    |
| ۴                       | روسیه (RUS)               | ۸   | ۶    | ۸    | ۲۲    |
| ۵                       | کانادا (CAN)              | ۷   | ۱۰   | ۷    | ۲۴    |
| ۶                       | سوئد (SWE)                | ۷   | ۲    | ۵    | ۱۴    |
| ۷                       | کره جنوبی (KOR)           | ۶   | ۳    | ۲    | ۱۱    |
| ۸                       | سوئیس (SUI)               | ۵   | ۴    | ۵    | ۱۴    |
| ۹                       | ایتالیا (ITA)             | ۵   | ۰    | ۶    | ۱۱    |
| ۱۰                      | فرانسه (FRA)              | ۳   | ۲    | ۴    | ۹     |
| ۱۰                      | هلند (NED)                | ۳   | ۲    | ۴    | ۹     |
| ۱۲                      | استونی (EST)              | ۳   | ۰    | ۰    | ۳     |
| ۱۳                      | نروژ (NOR)                | ۲   | ۸    | ۹    | ۱۹    |
| ۱۴                      | چین (CHN)                 | ۲   | ۴    | ۵    | ۱۱    |
| ۱۵                      | جمهوری چک (CZE)           | ۱   | ۲    | ۱    | ۴     |
| ۱۶                      | کرواسی (CRO)              | ۱   | ۲    | ۰    | ۳     |
| ۱۷                      | استرالیا (AUS)            | ۱   | ۰    | ۱    | ۲     |
| ۱۸                      | ژاپن (JPN)                | ۱   | ۰    | ۰    | ۱     |
| ۱۹                      | فنلاند (FIN)              | ۰   | ۶    | ۳    | ۹     |
| ۲۰                      | لهستان (POL)              | ۰   | ۱    | ۱    | ۲     |
| ۲۱                      | بلاروس (BLR)              | ۰   | ۱    | ۰    | ۱     |
| ۲۱                      | بلغارستان (BUL)           | ۰   | ۱    | ۰    | ۱     |
| ۲۱                      | بریتانیای کبیر (GBR)      | ۰   | ۱    | ۰    | ۱     |
| ۲۱                      | اسلواکی (SVK)             | ۰   | ۱    | ۰    | ۱     |
| ۲۵                      | اوکراین (UKR)             | ۰   | ۰    | ۲    | ۲     |
| ۲۶                      | لتونی (LAT)               | ۰   | ۰    | ۱    | ۱     |
| مجموع (۲۶ کمیته المپیک) | مجموع (۲۶ کمیته المپیک)   | ۸۴  | ۸۴   | ۸۴   | ۲۵۲   |